# Livstids fängelse
Livstids fängelse är ett straff vid allvarliga brott (till exempel mord, grov mordbrand och grova narkotikabrott), förekommande i de flesta stater. En dom på livstids fängelse innebär att den dömde frihetsberövas i fängelse eller liknande straffinrättning under en längre tid, men det är trots namnet inte alltid för resten av livet. Hur lång tid en livstidsdömd person behöver tillbringa i fängelset varierar beroende på i vilket land personen sitter i fängelse. 
I en stat där äldre tiders dödsstraff, kroppsstraff, skamstraff, straffarbete och tortyr avskaffats brukar det vara lagens strängaste straff.
Det finns relativt många länder som inte har livstidsstraff överhuvudtaget, till exempel Norge, Spanien, Venezuela, Portugal och Indonesien. Speciellt vanlig är avsaknad av livstidsstraff i Latinamerika där åtta länder saknar livstidsstraff i fredstid. I Europa har de flesta länder livstidsstraff, men i Europarådets område anses endast Storbritannien och Nederländerna ha absolut livstid utan möjlighet till frigivning, vilket dock är undantag. Frankrike införde en utvidgad form av livstid 1994, som endast utdömts fem gånger sedan dess, men som dock kan omvärderas efter en 30-årsperiod av en specialdomstol. 
I andra länder, inklusive USA, förekommer det istället att samma person blir dömd till flera livstidsstraff. 

## Livstidsstraff i Norden

### Sverige
Sverige avskaffade dödsstraffet i fredstid 1921 och i krigstid 1973 och sedan dess får i stället de grövsta brottslingarna livstids fängelse. I Sverige är det dock praxis att livstidsdömda fångar kan ansöka om tidsbegränsat straff efter att ha suttit en tid i fängelse. Livstids fängelse utdömt för mord brukar ha utgångspunkten att 14 år skall avtjänas. I Sverige får endast personer över 18 år dömas till livstid (före januari 2022 var gränsen 21).

### Danmark
I Danmark finns livstids fängelse som straff. Åldersgränsen är 18 år. När en person suttit 12 år kan det tidsbestämmas av landets regent, i praktiken regeringen.

### Finland
I Finland finns livstids fängelse som straff. När en person suttit 12 år kan det tidsbestämmas av Helsingfors hovrätt. Även republikens president kan besluta om benådning.

### Norge
I Norge är det strängaste straffet 21 års förvaring. Det innebär att den dömde kan hållas fängslad så länge denne bedöms som farlig och straffet kan förlängas med fem år åt gången efter tidsramens utgång, vilket i teorin kan innebära verklig livstid.

## Livstidsstraff i Europa

### Livstidsstraff i Nederländerna
I Nederländerna är livstidsstraff reellt och kan endast hävas genom den dömdes död eller kunglig benådning, vilket är mycket ovanligt. Endast ett fåtal fall straffas därför med livstidsstraffet, vanligtvis förknippat med flertalet övervägda mord. Mohammed Bouyeri, som mördade Theo van Gogh, är ett exempel. 

### Livstidsstraff i Frankrike
Sedan dödsstraffets avskaffande 1981 är livstidsstraffet (reclusion criminelle a perpetuité) det hårdaste straffet i den franska strafflagen. Efter den nya strafflagens införande 1994, och efter en rad grova våldsbrott inklusive mot barn, infördes en hårdare bestämmelse om perpetuité incompressible, bokstavligt "icke förkortningsbar livstid", som eftersätter möjligheterna att få en livstidsdom omprövad efter tid. Samtliga domar kan dock undersökas efter en 30-årsperiod av en specialdomstol. Fem sådana domar har utfärdats under den nuvarande strafflagen, varav den senaste mot Salah Abdeslam i juni 2022 för delaktighet i terrordåden i Paris i november 2015. 

### Livstidsstraff i Storbritannien
Vid utfärdande av livstidsstraff i engelska (och walesiska) domstolar sätts normalt en minimiperiod baserad på brottets gravhet, men även faktorer som gärningsmannens ålder med mera. Tidigare benådades dödsdömda fångar normalt till en livstidsdom, vilket i praktiken innebar 10–15 års fängelse innan villkorlig frigivning. I och med dödsstraffets avskaffande restes krav på längre fängelsestraff för de värsta förbrytarna, vilket uttrycktes genom att inrikesministern (Home Secretary) kunde sätta en minimiperiod eller att en livstidsdömd aldrig skulle friges (en så kallad whole life order). Givet de politiska dimensionen i särskilt uppmärksammade fall ökade kritiken mot detta system, och efter ett överklagande till Europadomstolen fanns det oförenligt med fångarnas rätt till rättslig prövning. Genom en reform 2003, Criminal Justice Act, infördes ett skalsystem, enligt vilket varierande grader av minimistraff från 12 år och upp till verkliga livstidsdomar fastslås av domaren i samband med att straffet utmäts. Dessa har därefter justerats, vanligen i hårdare riktning. Mest nämnvärt införde regeringen David Cameron 2015 att mord på polisman eller fängelsevakt, om begånget när personen var i tjänst, skulle resultera i reellt livstidsstraff. Övriga faktorer som verkar som riktlinjer för ett sådant rör mord med extrema vålds- och sexualinslag eller av terroristkaraktär. Exempelvis utdömdes för de i modern tid begångna morden på parlamentsledamöter, Jo Cox 2016 och David Amess 2021, reella livstidsdomar, även om vapnen som användes och omständigheterna i övrigt tydligt hade resulterat i ett minimistraff på mellan 15 och 30 år om det politiska motivet saknats. Även i dessa fall måste dock en nådeinstans ge sitt godkännande till att fången friges villkorligt.

### Livstidsstraff i Tyskland
I Tyskland har livstidsstraffet, sedan dödsstraffet avskaffades med Västtysklands utropande 1949, varit det hårdaste straffet i lagboken. Till 1972 var det regelmässigt på livstid, och kunde endast förkortas genom benådning. Därefter finns en möjlighet att bli frigiven efter en säkerhetsperiod, som ofta sätts till 15 år eller mer. Misslyckas en sådan ansökan, kan en ny göras efter två år. Efter reformer av regeringen Angela Merkel kan dock, i fall av "särskilt svår skuld", 15-årsperioden sättas högre.  
I Östtyskland var dödsstraffet tillämpligt till 1987 och livstidsstraffet spelade därför en relativt mindre roll, även om det i praktiken blev standard för de grövsta civila brotten från 1960-talet. För brott mot staten kunde politiska fångar i praktiken hållas fängslade på obestämd tid. 